# アング・ダラワング・ミゼス・レアル
『アング・ダラワング・ミゼス・レアル』（タガログ語: Ang Dalawang Mrs. Real）は、フィリピンのテレビドラマ。GMAネットワークで2014年6月2日から9月19日まで放送された。

## 登場人物
フアン・アントニオ「アンソニー」V.・レアルIII
演：ディンドング・ダンテス

シーラ・サラザール・レアル
演：ロヴィ・ポー

カルメリタ「ミレー」ゴンザレス・レアル
演：マリセル・ソリアーノ